# エルズワース郡 (カンザス州)
エルズワース郡（英: Ellsworth County）は、アメリカ合衆国カンザス州の中央部に位置する郡である。2010年国勢調査での人口は6,497人であり、2000年の6,525人から0.4%減少した。郡庁所在地はエルズワース市（人口3,120人）であり、同郡で人口最大の都市でもある。

## 19世紀
エルズワース郡は1867年2月26日に設立された。郡名は昔あったエルズワース砦に因んでおり、この砦は、第7騎兵隊H中隊に所属し、1864年に砦建設を監督したアレン・エルズワース少尉に因む命名だった。1866年11月17日、この砦は南北戦争中の1864年6月27日に、ケネソー山の戦いでの失敗に終わった攻撃で戦死したチャールズ・ガリソン・ハーカー将軍に因んで、ハーカー砦と改称された。この砦はその後約1マイル (1.6 km) 北東に移され、1867年には残っていた建物も解体を命じられた。

## 法と政府
エルズワース郡はアルコールを禁じる、すなわち「ドライ」の郡だったが、1986年にカンザス州憲法が修正され、住民は投票で個人が嗜むアルコール飲料の販売を承認した。ただし、食料販売量の30%までという制限が付いた。

## 地理
アメリカ合衆国国勢調査局に拠れば、郡域全面積は723.44平方マイル (1,873.7 km2)であり、このうち陸地は715.91平方マイル (1,854.2 km2)、水域は7.54平方マイル (19.5 km2)で水域率は1.04%である。

### 隣接する郡
- リンカーン郡 - 北
- セイリーン郡 - 東
- マクファーソン郡 - 南東
- ライス郡 - 南
- バートン郡 - 南西
- ラッセル郡 - 北西

## 人口動態

人口ピラミッド

以下は2000年の国勢調査による人口統計データである。
| 基礎データ - 人口: 6,525人 - 世帯数: 2,481 世帯 - 家族数: 1,639 家族 - 人口密度: 4人/km2（9人/mi2） - 住居数: 3,228軒 - 住居密度: 2軒/km2（4軒/mi2） 人種別人口構成 - 白人: 93.67% - アフリカン・アメリカン: 3.56% - ネイティブ・アメリカン: 0.48% - アジア人: 0.25% - 太平洋諸島系: 0.02% - その他の人種: 0.86% - 混血: 1.18% - ヒスパニック・ラテン系: 3.59% 年齢別人口構成 - 18歳未満: 21.4% - 18-24歳: 7.3% - 25-44歳: 27.1% - 45-64歳: 23.8% - 65歳以上: 20.4% - 年齢の中央値: 42歳 - 性比（女性100人あたり男性の人口） - 総人口: 111.9 - 18歳以上: 114.1 | 世帯と家族（対世帯数） - 18歳未満の子供がいる: 27.9% - 結婚・同居している夫婦: 57.2% - 未婚・離婚・死別女性が世帯主: 6.2% - 非家族世帯: 33.9% - 単身世帯: 31.4% - 65歳以上の老人1人暮らし: 17.3% - 平均構成人数 - 世帯: 2.30人 - 家族: 2.88人 収入と家計 - 収入の中央値 - 世帯: 35,772米ドル - 家族: 44,360米ドル - 性別 - 男性: 30,110米ドル - 女性: 20,486米ドル - 人口1人あたり収入: 16,569米ドル - 貧困線以下 - 対人口: 7.2% - 対家族数: 4.0% - 18歳未満: 7.5% - 65歳以上: 11.1% |

## 都市と町

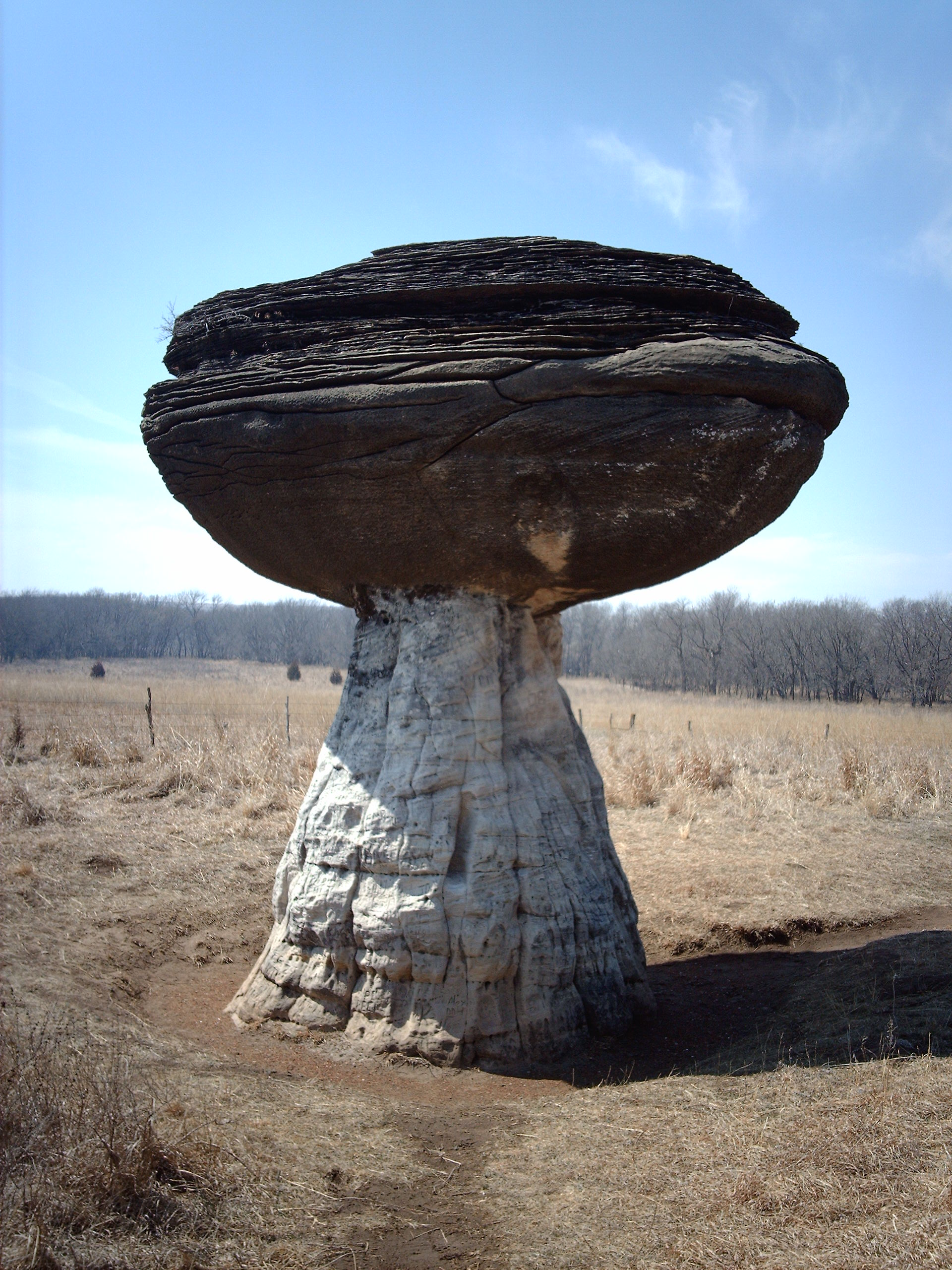
マッシュルームロック

### 法人化された都市
都市名の後の数字は2010年国勢調査での人口を示す。
- エルズワース, 3,120 - 郡庁所在地
- ウィルソン, 781
- カノポリス, 492
- ホリールード, 447
- ロレーヌ, 138

## その他の町
- アーコラ
- ブラックウルフ
- カーネルロ
- ラングレー
- テラコッタ
- ベナンゴ
- ヤンキーラン

## 郡区
エルズワース郡は19の郡区に分けられている。エルズワース市は「政治的に独立」と見なされ、下記郡区の数字からは外されている。下表で「人口中心」は最大都市であり、特に大きな数字でなければ、郡区の人口に含まれるものである。
| 郡区 | FIPSコード | 人口中心 | 人口 | 人口密度 /km2 (/sq mi) | 陸地面積 km2 (sq mi) | 水域 km2 (sq mi) | 水域率(%) | 座標                                                              |
| --- | ---------- | -------- | ---- | ---------------------- | -------------------- | ---------------- | --------- | ----------------------------------------------------------------- |
| アッシュクリーク                                                                                        | 02575      |          | 58   | 1 (2)                  | 93 (36)              | 0 (0)            | 0.51%     | 北緯38度39分17秒 西経98度12分47秒 / 北緯38.65472度 西経98.21306度 |
| ブラックウルフ                                                                                          | 07025      |          | 87   | 1 (2)                  | 94 (36)              | 0 (0)            | 0.10%     | 北緯38度44分40秒 西経98度19分33秒 / 北緯38.74444度 西経98.32583度 |
| カーネルロ                                                                                              | 10800      |          | 57   | 1 (2)                  | 93 (36)              | 0 (0)            | 0.36%     | 北緯38度45分2秒 西経97度59分46秒 / 北緯38.75056度 西経97.99611度  |
| クリアクリーク                                                                                          | 13725      |          | 91   | 1 (3)                  | 94 (36)              | 0 (0)            | 0.17%     | 北緯38度44分10秒 西経98度6分16秒 / 北緯38.73611度 西経98.10444度  |
| コロンビア                                                                                              | 15025      |          | 60   | 1 (2)                  | 94 (36)              | 0 (0)            | 0.04%     | 北緯38度50分5秒 西経98度18分50秒 / 北緯38.83472度 西経98.31389度  |
| エルズワース                                                                                            | 20525      |          | 797  | 9 (23)                 | 88 (34)              | 0 (0)            | 0.23%     | 北緯38度43分6秒 西経98度10分58秒 / 北緯38.71833度 西経98.18278度  |
| エンパイア                                                                                              | 21150      |          | 174  | 1 (3)                  | 171 (66)             | 14 (6)           | 7.79%     | 北緯38度39分6秒 西経98度1分7秒 / 北緯38.65167度 西経98.01861度    |
| ガーフィールド                                                                                          | 25575      |          | 27   | 0 (1)                  | 92 (36)              | 0 (0)            | 0.30%     | 北緯38度50分9秒 西経98度6分42秒 / 北緯38.83583度 西経98.11167度   |
| グリーンガーデン                                                                                        | 28600      |          | 211  | 2 (6)                  | 94 (36)              | 0 (0)            | 0.22%     | 北緯38度33分30秒 西経98度19分19秒 / 北緯38.55833度 西経98.32194度 |
| ラングレー                                                                                              | 38600      |          | 76   | 1 (2)                  | 92 (35)              | 2 (1)            | 1.86%     | 北緯38度35分33秒 西経97度58分15秒 / 北緯38.59250度 西経97.97083度 |
| リンカーン                                                                                              | 40675      |          | 62   | 1 (2)                  | 95 (37)              | 0 (0)            | 0.22%     | 北緯38度39分8秒 西経98度18分0秒 / 北緯38.65222度 西経98.30000度   |
| マルベリー                                                                                              | 49050      |          | 44   | 0 (1)                  | 93 (36)              | 0 (0)            | 0.24%     | 北緯38度50分5秒 西経97度58分28秒 / 北緯38.83472度 西経97.97444度  |
| ノーブル                                                                                                | 50825      |          | 90   | 1 (3)                  | 93 (36)              | 0 (0)            | 0.04%     | 北緯38度44分51秒 西経98度25分33秒 / 北緯38.74750度 西経98.42583度 |
| パラッキー                                                                                              | 54100      |          | 63   | 1 (2)                  | 94 (36)              | 0 (0)            | 0.08%     | 北緯38度38分51秒 西経98度25分56秒 / 北緯38.64750度 西経98.43222度 |
| シャーマン                                                                                              | 64950      |          | 65   | 1 (2)                  | 94 (36)              | 0 (0)            | 0.22%     | 北緯38度49分21秒 西経98度13分7秒 / 北緯38.82250度 西経98.21861度  |
| トマス                                                                                                  | 70450      |          | 72   | 1 (2)                  | 93 (36)              | 0 (0)            | 0.21%     | 北緯38度33分56秒 西経98度11分33秒 / 北緯38.56556度 西経98.19250度 |
| トリボリ                                                                                                | 71525      |          | 55   | 1 (2)                  | 93 (36)              | 0 (0)            | 0.38%     | 北緯38度35分7秒 西経98度4分23秒 / 北緯38.58528度 西経98.07306度   |
| バレー                                                                                                  | 72800      |          | 577  | 6 (16)                 | 93 (36)              | 0 (0)            | 0.14%     | 北緯38度34分22秒 西経98度24分56秒 / 北緯38.57278度 西経98.41556度 |
| ウィルソン                                                                                              | 79700      | Wilson   | 894  | 10 (25)                | 93 (36)              | 0 (0)            | 0.06%     | 北緯38度49分34秒 西経98度27分23秒 / 北緯38.82611度 西経98.45639度 |
| Sources: “Census 2000 U.S. Gazetteer Files”. U.S. Census Bureau, Geography Division. 2012年4月1日閲覧。 |            |          |      |                        |                      |                  |           |                                                                   |

## 教育

### 統一教育学区
- エルズワース USD 327
- ロレーヌ USD 328